# Сайд-скроллер

Пример компьютерной игры, выполненной в виде сайд-скроллера

Сайд-скроллер (англ. side-scroller, side-scrolling game) — компьютерная игра, в которой игрок наблюдает за игровым процессом посредством расположенной сбоку виртуальной камеры, причем находящиеся на экране персонажи в целом могут перемещаться только влево или вправо. Эти игры используют технологию скроллинга компьютерных дисплеев. Переход от игр с одним игровым экраном или резкой сменой игровых экранов (англ. flip-screen graphics) к играм, графика которых основана на скроллинге, произошел в течение золотого века аркадных игр и третьего поколения игровых приставок. Этот переход стал настолько же революционным в геймдизайне как и более поздний переход к трёхмерной графике в течение пятого поколения игровых приставок. Впоследствии именно игры с трехмерной графикой вытесняли с рынка сайд-скроллеры, тем не менее сайд-скроллеры продолжают выпускаться, в частности для портативных устройств или для распространения посредством цифровой дистрибуции.

## Историческая справка

### Шутеры
В апреле 1977 года Sega выпускает аркадный шутер Bomber. Прорывной стала игра Defender (относительно года выпуска — 1980-й или 1981-й — ведутся споры), выпущенная компанией Williams Electronics. Прорывом стало то, что игровой мир был расширен за пределы единственного статичного игрового экрана. В Defender имеется мини-карта, также называемая радаром, которая также встречается в играх Battlezone и Rally-X, выпущенных в 1980 году.
Первым сайд-скроллером с многочисленными и обособленными уровнями стала игра Scramble 1981 года. В техническом плане в сайд-скроллеры была привнесена технология параллакс-скроллинга, придающая иллюзию глубины графике. Фоновые изображения помещаются на разные слои, которые перемещаются с разной скоростью таким образом, чтобы предметы, находящиеся дальше от виртуальной камеры, перемещались с меньшей скоростью, чем предметы, находящиеся к ней ближе. Зачастую первой игрой, представившей эту технологию, называют Moon Patrol, вышедшую в 1982 году. Однако, игра Jungle Hunt от Taito, также использующая параллакс-скроллинг, вышла в том же году.
Игра Hover Attack для компьютеров Sharp X1, вышедшая в 1984 году, стала первым шутером вида «беги и стреляй», которая не только обладала свободным скроллингом, но и позволяла вести стрельбу по диагонали, а не только прямо вперед. В 1985 году вышла игра Thexder, ставшая прорывом в жанре шутеров-платформеров.
Вышедшая в 1985 году игра Gradius от Konami предоставила игроку управление выбором оружия, тем самым был внесен новый стратегический элемент в геймплей. Игра требовала от игрока, помимо прочего, запоминания уровней, чтобы добиться в ней какого-то успеха. Gradius и её портретный протагонист определили жанр скролл-шутеров и стали родоначальниками серии, охватывающей ряд сиквелов.
В 1987 году вышла игра Contra, удостоенная многочисленных похвал за прицеливание в различные стороны и геймплей в кооперативном режиме игры. Однако в начале 1990-х годов с ростом популярности 16-битных игровых приставок жанр скролл-шутеров оказался перенасыщен играми, из-за чего разработчикам требовалось прикладывать массу усилий для выделения своей игры из ряда прочих.

### Гоночные игры
В игре Speed Race, разработанной Томохиро Нисикадо (англ. Tomohiro Nishikado) и вышедшей в 1974 году, был представлен вертикальный скроллинг и вид сверху. В играх Super Bug от Kee Games (1977 год) и Fire Truck от Atari (1978 год), помимо вида сверху, применен скроллинг в разных направлениях. В обеих играх использована черно-белая графика, тем не менее на экране игры Super Bug имелся слой жёлтого цвета в центральной части. В цветной гоночной игре 1980 года Rally-X от Namco представлен не только скроллинг в разных направлениях, но также имелась возможность «потянуть» край экрана в противоположном направлении. Также в игре присутствует ранний пример радара, отображающего положение автомобиля на карте.
Grand Prix от Atari представляет собой гоночный сайд-скроллер для приставки Atari 2600, выпущенный в 1982 году. К 1984 году вышло ещё некоторое количество гоночных игр с видом сбоку, в том числе Excitebike от Nintendo, Jumping Cross от SNK и Mystic Marathon от Williams Electronics — игра с горизонтальным скроллингом о забегах среди различных фантастических существ.

### Платформеры
Первым платформером с технологией сайд-скроллинга стала игра Jump Bug, вышедшая в 1981 году. Игрок управляет прыгающим автомобилем и направляет его для прыжков по различным платформам типа зданий, облаков или холмов. В ней представлены уровни как с вертикальным, так и с горизонтальным скроллингом.
В 1984 году в игре Pac-Land от Namco была предпринята попытка сделать платформеры несколько более сложными играми, чем просто прыжки через препятствия. Эта игра не снискала успеха, однако впоследствии вышли игры Wonder Boy от Sega (1986 год) и Super Mario Bros. от Nintendo (1985 год), довольно близкие к ней. В Pac-Land также применен многослойный параллакс-скроллинг. Также в 1985 году вышла игры The Legend of Kage от Taito, в которой уровни были существенно расширены во всех направлениях. В 1984 году Sega выпустила игры Flicky, незамысловатый платформер с горизонтальным скроллингом, в который был представлен первый маскот компании. В 1985 году Namco выпустила последователя Pac-Land — игру Dragon Buster в стилистике фэнтези.
Выпущенная Nintendo в 1985 году игра Super Mario Bros. стала архетипической для многочисленных последующий платформеров с сайд-скроллингом. По данным «Книги рекордов Гиннесса» на 1999 год, продажи игры составили более 40 млн копий. Успех этой игры способствовал популяризации жанра в эпоху восьмибитных игровых приставок. Sega пыталась соперничать с этим успехом своими игровыми сериями Alex Kidd и Wonder Boy. В более поздних играх серии Wonder Boy к традиционному геймплею платформера добавлены элементы квестов и ролевых игр.

### Beat ’em up
А 1984 году вышла игра Kung-Fu Master от Irem, идея которой была вдохновлена гонконгской киноиндустрией, она заложила основы жанра beat ’em up с сайд-скроллингом. Эта игра обладала простым геймплеем и множеством врагов. Также в 1984 году в игре Karateka был показан успешный пример внедрения сюжета в геймплей о единоборствах. Также это первый сайд-скроллер с использованием кат-сцен.
В игре Renegade, вышедшей в 1986 году, геймплей был отдален от стиля боевых искусств, типичного для раннего жанра beat ’em up; в ней представлен геймплей, основанный на уличных драках. При локализации игры для западной аудитории (эта версия вышла в том же году) был добавлен сюжет о мести преступному миру, что стало более популярным среди геймеров, нежели спортивные соревнования по строгим правилам из других игр. Renegade установил каноны для более поздних игр в жанре beat ’em up. Также в ней была представлена возможность перемещения как по горизонтали, так и по вертикали.
В 1987 году с выходом игры Double Dragon от Technos начался так называемый «золотой век» жанра beat ’em up, продлившийся примерно 5 лет. Игра разрабатывалась как «духовный наследник» игры Renegade той же компании, однако она раздвинула границы жанра добавлением в него набора детализированных ударов из боевых искусств, а также выдающимся режимом кооперативной игры для двух игроков. Именно благодаря успеху Double Dragon рынок компьютерных игр к концу 1980-х годов оказался переполнен играми в жанре beat ’em up. Среди игр этого времени можно выделить высоко оцененные критиками Golden Axe от Sega и Final Fight от Capcom (обе 1989 года). Игра Final Fight была попыткой Capcom создания сиквела к файтингу Street Fighter (раннее название — Street Fighter '89), но компания решила назвать игру по-другому. Final Fight, названная лучшей игрой в жанре, получила два сиквела и позднее была портирована на другие системы. Golden Axe снискала похвалы за интуитивно-понятный геймплей в стиле hack and slash и кооперативный режим игры, а также за влияние выбора протагониста на стиль ведения боя. Эта игра рассматривается как одна из лучших в жанре, благодаря добавлению фэнтезийных элементов, выделяющих игру на фоне других игр beat ’em up, выполненных в городских сеттингах.

### На IBM PC
Сайд-скроллеры — распространенное явление на аркадных автоматах, а также на разных домашних компьютерах и игровых приставках 1980-х годов. В устройствах наподобие Atari 800 или Commodore 64 как правило присутствовало оборудование, направленное на выполнение этой задачи, однако в IBM PC такого оборудования в то время не было. Реализация плавного скроллинга ставила сложную задачу перед программистами. В начале 1980-х существовало небольшое количество портированных с аркадных автоматов на IBM PC игр с плавным скроллингом, среди которых были игры Moon Patrol и Defender. Во второй версии Sopwith также присутствует плавный скроллинг.
В 1990 году, работая в Softdisk, программист Джон Кармак разработал технологию плавного скроллинга, известную как «адаптивное обновление тайлов» (англ. adaptive tile refresh). В качестве проверки концепции была создана технологическая демонстрация Dangerous Dave in Copyright Infringement, в которой был скопирован первый уровень из игры Super Mario Bros. 3 с заменой Марио на Опасного Дэйва из ранних игр Softdisk. Успех технологии был таков, что Кармак и некоторые другие работники Softdisk уволились из компании, чтобы основать собственную компанию id Software. В том же году вышла игра Commander Keen in Invasion of the Vorticons, ставшая первым (по данным «Книги рекордов Гиннесса») широкодоступным платформером для IBM PC с поддержкой плавного скроллинга.